# Castell de l'Alcalatén
El castell de l'Alcalatén situat en el mont de Sant Cristòfol, en el terme municipal de l'Alcora (Alcalatén) és una fortalesa d'arquitectura islàmica amb reformes d'arquitectura medieval construïda entre els segles x i xiii. Jaume I va atorgar el castell i el títol de baró al cavaller aragonès Ximén d'Urrea, en 1233, després de la conquesta de Borriana.
De planta triangular dispersa, té una superfície de 150 m. quadrats, recinte principal i envoltat per un camí de ronda, amb aljub i despoblat. En la part més elevada es conserven dos murs formant angle recte rematats per merlets, continuats per dues torrasses, un circular al nord, i altre semicircular cap al sud. Es coneix una tercera torre de la qual solament resten rebles de l'enderrocament portat a terme en el segle xv. La zona est està completament arrasada.
Als peus de l'alcassaba es conserva un aljub de forma rectangular, amb fàbrica d'argamassa i pedres, que configura un recinte de 4 x 10 metres aproximadament. La fàbrica del conjunt és de maçoneria. La seua entrada s'efectua per migdia, amb dues torres circulars i cubs i muralla emmerletada tipus "barbacana".